# Óscar Freire Gómez

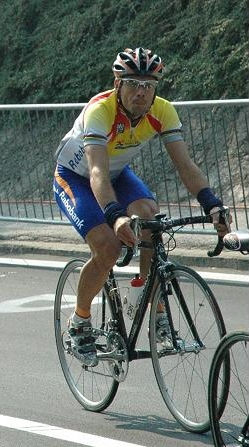
Óscar Freire disputant el campionat del món de Verona, el 2004

Óscar Freire Gómez (Torrelavega, Cantàbria, 15 de febrer de 1976) és un ciclista espanyol retirat que fou campió mundial de fons en carretera tres cops (1999, 2001 i 2004), de tal manera que forma part del grup dels cinc ciclistes que ostenten el màxim número de guardons mundials (Alfredo Binda, Eddy Merckx, Rik Van Steenbergen i Peter Sagan). A més, també s'imposà en tres ocasions a la Milà-Sanremo (2004, 2007 i 2010), un dels monuments del ciclisme i en quatre etapes del Tour de França i set de la Vuelta a Espanya.
A més dels seus èxits en les proves d'un dia, Óscar Freire també va destacar en altres competicions, aconseguint victòries mai abans assolides per ciclistes espanyols. Alguns dels seus èxits inclouen el Giro de la Província de Lucca el 2003, la Tirrena-Adriàtica de 2005, Fletxa Brabançona el 2005, 2006 i 2007, la Vattenfall Cyclassics el 2006, la Gant-Wevelgem el 2008, el mallot verd del Tour de França de 2008 i la París-Tours el 2010. A més, va participar en tres edicions dels Jocs Olímpics: Sídney 2000, Atenes 2004 i Pequín 2008. Es va retirar el 2012.

## Biografia
Freire com aficionat va ser subcampió del món en ruta sub-23, en el mundial celebrat a San Sebastià el 1997.
L'any 1998 va passar a professional en el conjunt espanyol Vitalicio Seguros. L'any següent passa a ser reconegut a nivell mundial gràcies a la seva victòria al Mundial de fons en carretera celebrat a Verona (Itàlia). En finalitzar la temporada amb aquesta victòria va ser contractat per l'equip Mapei-Quick Step.
El seu debut en una gran volta per etapes va ser el 2000 al córrer la Vuelta a Espanya on va aconseguir dues victòries.
Va anar amb l'equip espanyol als Jocs Olímpics de Sydney on va acabar en una discreta 17a posició a la prova de fons en carretera. A partir de llavors comença a patir problemes físics que no li permeten entrenar amb normalitat i l'afecten anímicament. Els metges són incapaços de descobrir l'origen dels dolors. Però a pesar d'aquest fet aconsegueix la 3a posició a la prova en ruta del Mundial celebrat a Plouay (França).
El 2001 va estar més de set mesos sense pujar a la bicicleta per una lesió a l'esquena. Va reaparèixer a la Volta a Alemanya on va guanyar una etapa després de només quatre dies de competició. Va preparar amb molta cura el poc d'any que quedava i al Mundial de Lisboa va tornar a ser Campió del Món de fons en carretera.
El 2004 va aconseguir el seu tercer mundial de ciclisme en ruta, entrant a formar part del grup selecte dels ciclistes amb més triomfs i va aconseguir la seva primera victòria a la Milà-Sanremo.
El 2005 va superar al seu màxim rival, l'italià Alessandro Petacchi per aconseguir guanyar la classificació general de la Tirrena-Adriàtica en la qual va endur-se tres etapes i la classificació de la regularitat. Després de vèncer a la Fletxa Brabançona, un quist al gluti el va deixar fora de forma i sense poder competir participar al seu principal objectiu, els mundials celebrats a Madrid.
El 2006 va guanyar per segon any consecutiu en la Fletxa Brabançona, 1 etapa en la seva prova talismà, la Tirrena-Adriàtica, una etapa a la Volta al País Basc, dues etapes al Tour de França i la clàssica Vattenfall Cyclassics Hamburg, després de la que no va poder tornar a competir la resta de la temporada en condicions, a causa d'una lesió.
El 2007, recuperat de la lesió, va guanyar una etapa de la Challenge a Mallorca i una altra de la Vuelta a Andalucía, emportant-se també la general d'aquesta última. El 24 de març va guanyar la Milà-San Remo per segona vegada en la seva carrera. Recuperat dels seus problemes encara que amb un furóncol es va presentar al Tour de França arribant entre els 10 primers a les etapes massives però només va arribar a ser segon en dues etapes. Finalment no va sortir a l'etapa del dissabte catorze de juny per problemes amb el furóncol, per no patir més dolor a les etapes dels Alps i preparar la resta de la temporada. També va abandonar a la Vuelta a Espanya després de guanyar-hi tres etapes.
El 2008 el va estrenar amb la victòria a la primera etapa de la Tirrena-Adriàtica sobre Alessandro Petacchi, i més tard amb la victòria a la sisena etapa d'aquesta mateixa prova, a la que acudia com a preparació per a la clàssica Milà-San Remo. Anteriorment havia aconseguit dos segons llocs en etapes del Tour de Califòrnia i la Clàssica d'Almería.
Al Tour de França de 2008 va guanyar la 14a etapa del Tour de França que anava des de Nimes fins a Digne-les-Bains, i va guanyar la classificació per punts, el Mallot Verd, sent el primer espanyol a aconseguir-ho.

## Palmarès
- 1997
  - 1r al Memorial Valenciaga
- 1998
  - Vencedor d'una etapa de la Volta a Castella i Lleó
- 1999
  -  Campió del món en ruta
- 2000
  - Vencedor d'una etapa de la Challenge a Mallorca
  - Vencedor d'una etapa de la Volta a la Comunitat Valenciana
  - Vencedor de 2 etapes de la Tirrena-Adriàtica
  - Vencedor de 2 etapes de la Volta a Aragó
  - Vencedor de 2 etapes de la Volta a Espanya
  - Vencedor d'una etapa del Giro de la Província de Lucca
  - Vencedor d'una etapa de l'Escalada a Montjuïc
  - Medalla de bronze al Campionat del Món de fons en carretera a Plouay
- 2001
  -  Campió del món en ruta
  - Vencedor d'una etapa de la Volta a Alemanya
  - Vencedor d'una etapa de la Volta a Burgos
- 2002
  - Vencedor de 2 etapes de la Challenge a Mallorca
  - Vencedor d'una etapa del Tour de França
- 2003
  - 1r al Giro de la Província de Lucca i vencedor de 2 etapes
  - Vencedor de 2 etapes de la Volta a Andalusia
  - Vencedor d'una etapa etapa de la Tirrena-Adriàtica
  - Vencedor d'una etapa etapa de la Volta a Catalunya
- 2004
  -  Campió del món en ruta
  - 1r a la Milà-San Remo
  - 1r al Trofeu Luis Puig
  - Vencedor d'una etapa de la Challenge a Mallorca
  - Vencedor d'una etapa de la Tirrena-Adriàtica
  - Vencedor d'una etapa de la Volta a Espanya
- 2005
  - 1r a la Tirrena-Adriàtica, vencedor de 3 etapes i de la classificació per punts
  - 1r a la Fletxa Brabançona
  - Vencedor de 2 etapes de la Challenge a Mallorca
- 2006
  - 1r a la Fletxa Brabançona
  - 1r a la Vattenfall Cyclassics
  - Vencedor de 2 etapes del Tour de França
  - Vencedor d'una etapa de la Tirreno-Adriatico
  - Vencedor d'una etapa de la Volta al País Basc
  - Vencedor d'una etapa de la Volta a Suïssa
- 2007
  - 1r a la Volta a Andalusia i vencedor d'una etapa
  - 1r a la Milà-San Remo
  - 1r a la Fletxa Brabançona
  - Vencedor de 3 etapes de la Volta a Espanya
  - Vencedor d'una etapa de la Challenge a Mallorca
- 2008
  - 1r a la Gand-Wevelgem
  - 1r a l'Acht van Chaam
  - Vencedor de 2 etapes de la Tirreno-Adriatico
  - Vencedor d'una etapa de la Volta a Suïssa
  - Vencedor d'una etapa de la Volta a Espanya
  - Vencedor d'una etapa del Tour de França i  1r de la classificació per punts
- 2009
  - Vencedor de 2 etapes del Tour de Romandia
- 2010
  - 1r a la Milà-San Remo
  - 1r a la París-Tours
  - 1r al Trofeu de Cala Millor
  - Vencedor de 2 etapes de la Volta al País Basc
  - Vencedor de 2 etapes de la Volta a Andalusia
- 2011
  - Vencedor de 2 etapes de la Volta a Andalusia
- 2012
  - Vencedor d'una etapa al Tour Down Under
  - Vencedor d'una etapa a la Volta a Andalusia

### Resultats al Tour de França
- 2002. Abandona (8a etapa). Vencedor d'una etapa
- 2003. 96è de la classificació general
- 2006. Abandona (17a etapa). Vencedor de 2 etapes
- 2007. Abandona
- 2008. 70è de la classificació general. Vencedor de la 14a etapa. 1r de la classificació per punts
- 2009. 99è de la classificació general
- 2010. 141è de la classificació general
- 2012. No surt (7a etapa)

### Resultats a la Volta a Espanya
- 2000. Abandona. Vencedor de 2 etapes
- 2001. Abandona
- 2002. Abandona
- 2004. Abandona (12a etapa). Vencedor d'una etapa
- 2007. Abandona (10a etapa). Vencedor de 3 etapes. Porta el mallot or durant 2 etapes
- 2008. No surt (13a etapa). Vencedor d'una etapa
- 2009. Abandona (13a etapa)
- 2010. No surt (15a etapa)
- 2011. Abandona (8a etapa)